# Bitwa pod Grandson
Bitwa pod Grandson – starcie zbrojne, które miało miejsce 2 marca 1476 r. podczas wojny szwajcarsko-burgundzkiej (1474–1477).

## Wprowadzenie
Podczas pierwszej fazy wojny szwajcarsko-burgundzkiej, 25 października 1474 r. Berno i sprzymierzony z nią Fryburg wypowiedziały wojnę księciu burgundzkiemu Karolowi Zuchwałemu. W tym czasie kiedy władca Burgundii uwikłany był w konflikt z arcybiskupstwem kolońskim, Szwajcarzy rozpoczęli najazdy na przygraniczne miasta burgundzkie. 13 listopada 1474 r. doszło do pierwszej bitwy pomiędzy obiema stronami pod Héricourt, w której armia burgundzka poniosła porażkę. Po zakończeniu kampanii w Waadtlandzie, wojska Berneńczyków w drodze powrotnej zajęły szereg miast sabaudzkich m.in. Grandson, Orbe, Jougne i Echallens, które były wasalami Burgundii.
Po śmierci dowódcy Berneńczyków Nikolausa von Diesbacha latem tego samego roku po zajęciu Blamontu, dowództwo nad wojskami szwajcarskimi objął Niklaus von Scharnachtal, który ponownie uderzył na Waadtland. Tym razem Szwajcarzy zdobyli m.in. miasta Murten, Avenches, Cudrefin oraz inne liczne zamki.  W międzyczasie cesarz zawarł pokój z Karolem Zuchwałym, który po zajęciu Lotaryngii 11 stycznia 1475 r. skierował się z Nancy do Waadtlandu. Berneńczycy przygotowując się na atak, pozostawili w zdobytych miastach liczne załogi, największe w Grandson i Yverdon.
13 stycznia 1475 r. Jakub Sabaudzki niespodziewanie zaatakował Yverdon. Załoga Berneńczyków schroniła się w zamku. Po nadciągnięciu następnego dnia posiłków szwajcarskich armia napastników wycofała się. Na początku lutego Berneńczycy, którzy nie mieli wystarczających informacji o miejscu stacjonowania wojsk burgundzkich, zwrócili się o pomoc do pozostałych kantonów.
10 lutego wojska Burgundii zajęły przełęcz Jougne, Jakub Sabaudzki natomiast wkroczył do Waadt. W tej sytuacji Berneńczycy wycofali swoją załogę z Yverdon, wzmacniając obronę Grandson. 16 lutego 1475 r. 7000 Szwajcarów pod wodzą Niklausa von Scharnachtala i Hansa von Hallwyla, wyruszyło z Berna w kierunku miasta Murten. Tutaj połączyli się z wojskami hrabiego Oswalda von Thiersteina i innymi oddziałami.
23 lutego Berneńczycy zdecydowali się wysłać wojska w kierunku Grandson. Wcześniej, 19 lutego wojska Karola Zuchwałego w sile 20 000 ludzi pierwsze dotarły pod miasto. Grandson broniło 500 ludzi pod wodzą Wylera von Bern. Karol nakazał zbudować silnie umocniony obóz położony na północny wschód od miasta, nad rzeką Arnon w którym ustawił całą artylerię. Po zajęciu miasta Karol zamierzał ruszyć w kierunku Berna. 21 lutego Burgundczycy przypuścili szturm na miasto, uprzednio ostrzeliwując mury z artylerii. Ostrzał był tak gwałtowny, że zmusił on załogę miasta do schronienia się w zamku. 27 lutego obrońcy miasta, którzy nie mieli żadnej informacji o nadchodzącej pomocy, poddali się Burgundczykom. W zemście za najazdy szwajcarskie na miasta Waadtlandu książę nakazał powiesić i utopić całą liczącą 412 ludzi załogę miasta. Masakra wzbudziła ogromną nienawiść do Burgundczyków w całej Szwajcarii.
W chwili gdy wojska księcia Burgundii straciły 10 dni na obleganie miasta, armia szwajcarska w spokoju przygotowała się do marszu. W skład sił berneńskich weszły posiłki z miast Fryburg, Biel, Solothurn, St. Gallen, Bazylea, Schaffhausen i innych kantonów. Pojawiły się też wojska z przygranicznych rejonów austriackich. Łącznie armia Szwajcarów liczyła 18 000 ludzi, przeważnie piechoty (konnica składała się tylko z niewielkiego oddziału jazdy austriackiej).
Karol, dowiedziawszy się o nadciągających siłach, zarządził ustawienie posterunków na dwóch prowadzących z Neuenburga do Grandson drogach. Pierwszy posterunek mieścił się w zamku Vaumarcus, drugi na Rivière de la Vaux. Nocą z 1 na 2 marca Szwajcarzy zaatakowali zamek Vaumarcus, starając się wywabić siły Karola Zuchwałego z ich dogodnych pozycji. Następnego dnia Karol dał się sprowokować, opuszczając swoje stanowiska. Decyzja ta do dzisiaj jest niezrozumiała i tłumaczona jest niecierpliwością księcia. Karol nakazał swoim wojskom skierować się do Concise, gdzie zamierzał w otwartym polu i bez wsparcia artylerii zdobyć obóz przeciwnika. Tego samego dnia dwa oddziały Szwajcarów skierowały się okrężną drogą w kierunku Grandson. Pierwszy oddział w sile 2500 ludzi obszedł jezioro w kierunku Rivière de la Vaux, druga grupa kierowała się wzdłuż jeziora tocząc potyczki z załogą zamku Vaumarcus. Na wieść o przebywającej w pobliżu armii Burgundii obie grupy połączyły się w okolicy zamku.

## Bitwa pod Grandson
Gdy tylko Burgundczycy spostrzegli obecność przeciwnika, rozpoczęli pośpieszne przygotowania do bitwy, zbierając swoje siły na równinie Concise. Szwajcarska straż przednia tymczasem zajęła stanowiska na skraju lasu, na położonym nad równiną wzniesieniu. Burgundczycy nie spodziewali się ataku z tej strony, gdyż uważali że przypuszczony będzie on od strony jeziora, gdzie znajdowało się około 10 000 Szwajcarów. Szykujący się do ataku Szwajcarzy, utworzyli tymczasem czworobok najeżony pikami.
Koło południa angielscy łucznicy i artyleria Karola Zuchwałego rozpoczęły ostrzał wojsk szwajcarskich, wyrządzając im znaczne straty. Karol nakazał swojej jeździe atak na czworobok Szwajcarów i jego rozproszenie. Szwajcarski „jeż” wytrzymał jednak impet uderzenia jazdy burgundzkiej, odpierając ją w krwawej walce. Mimo ciężkiego ataku Szwajcarzy utrzymali swoją pozycję, oczekując na posiłki ze strony sił głównych. W tej sytuacji Karol nakazał swoim wojskom wywabienie przeciwnika na równinę, gdzie jego artyleria mogłaby skutecznie razić przeciwnika. Wiedząc już o połączeniu się wszystkich sił szwajcarskich, książę nakazał swojej jeździe wycofanie się z równiny, chcąc dać Szwajcarom możliwość zejścia w otwarte pole. Następnie przemieścił łuczników i artylerię w bardziej dogodne pozycje.
W chwili gdy Burgundczycy na nowo formowali swoje wojska, z rejonu przełęczy La Lance nadciągnął drugi kontyngent wojsk szwajcarskich. Wówczas przy głośnych dźwiękach rogów nastąpił równoczesny atak wszystkich trzech grup Szwajcarów na przegrupowujących się Burgundczyków. Zaatakowana jazda burgundzka wpadła w panikę, rozpoczynając ucieczkę w kierunku reszty swoich sił. W szeregach piechoty burgundzkiej doszło do zamieszania i rozproszenia. W tej sytuacji Karol ratując swój skarbiec rozpoczął odwrót na czele swojej gwardii przybocznej.
Nastąpił kilkugodzinny pościg Szwajcarów za uciekającymi Burgundczykami. Niewielkie siły jazdy nie były jednak w stanie zniszczyć armii przeciwnika, która wycofała się w panice. Jedynie burgundzka załoga Grandson oraz uciekinierzy, którzy schronili się w mieście, zostali zmuszeni do poddania się, po czym zostali straceni w zemście za mordy na Szwajcarach.

### Łupy
W ręce zwycięzców wpadła niemalże cała artyleria burgundzka licząca 419 dział. Prócz tego zdobyto 800 hakownic oraz 300 ton prochu strzelniczego. W obozie burgundzkim zdobyto wielkie ilości broni białej i zaopatrzenia. Najwspanialszym łupem był zdobiony perłami kapelusz księcia Karola, a także jego złoty fotel, złota pieczęć oraz złota szkatuła na relikwie, książeczka modlitewna i liczne diamenty. W historii Szwajcarii wyrażenia "łup burgundzki" używa się od tego czasu na określenie wspaniałej zdobyczy.

## Podsumowanie
Szwajcarzy stracili w sumie 600 ludzi, łącznie z załogą miasta wymordowaną przez Burgundczyków. Straty Burgundczyków wyniosły 1000 ludzi, były więc stosunkowo niewielkie. Szwajcarzy nie wykorzystali zwycięstwa, gdyż nie byli w stanie ścigać przeciwnika w Waadtlandzie. Po kilku dniach większość wojsk obładowana łupami powróciła do własnych domów, co umożliwiło Karolowi zebranie nowej armii w Lozannie. Szwajcarzy pozostawili niewielkie siły we Fryburgu (1000 ludzi pod wodzą Hansa Waldmanna) i w Morat (1500 ludzi dowodzonych przez Adriana von Bubenberga). Dopiero po bitwie pod Morat 22 czerwca 1476 r. potęga Karola została całkowicie złamana. Bitwa ukazała wyższość wojska chłopsko-mieszczańskiego uzbrojonego w lance i piki nad rycerstwem feudalnym dosiadającym koni.